# Adjektivphrase
Adjektivphrase (Symbol AP) ist ein Begriff aus der Grammatik und bezeichnet eine grammatische Einheit (Konstituente), die aus einem Adjektiv und dessen Ergänzungen besteht und die syntaktisch abgeschlossen ist, also eine Phrase bildet. Anders gesagt ist die Adjektivphrase eine Phrase, deren Kopf ein Adjektiv ist. Aus systematischen Gründen werden in der Grammatiktheorie auch einzeln vorkommende Adjektive schon als Phrasen genommen, wenn sie in Form eines einzelnen Wortes als Satzglied oder Attribut dienen.
Adjektive können zu einer Adjektivphrase erweitert werden, indem sie eine Ergänzung regieren oder mit einer Angabe modifiziert werden. Beide Arten von Ausdrücken gehen im Deutschen dem Adjektiv normalerweise voran (bei attributiven Adjektivkonstruktionen ist dies obligatorisch), die Adjektivphrase ist mit anderen Worten also „rechtsköpfig“. Beispiele:
```
(ein) 
der Fledermaus eng verwandtes
 (Tier)
(der) 
seines Daseins überdrüssige
 (Dichter)
```

Im ersten Beispiel regiert das Adjektiv verwandt(es) die Dativergänzung der Fledermaus und ist zusätzlich um den Modifikator eng ergänzt; der kursiv gesetzte Ausdruck der Fledermaus eng verwandtes ist hier die Adjektivphrase. Im zweiten Beispiel regiert das Adjektiv überdrüssig(er) die Genitivergänzung seines Daseins. 
Es gibt einige Konstruktionen, bei denen attributive Adjektive nicht vorangestellt werden. Dazu zählen zum Beispiel: „Hänschen klein“, oder „Natur pur“. 

## Erweiterungen der Adjektivphrase
Der adjektivische Kopf der Adjektivphrase kann durch die folgenden Konstituenten erweitert werden:
```
(Sie ist) 
sich 
der Konsequenzen
 bewusst
. – (Genitiv-Ergänzung (NP), zusätzlich Reflexiv)
(Das Volk ist) 
seinem Herrscher
 treu ergeben
. – (Dativ-Ergänzung (NP))
(Das Bild ist) 
einen Meter
 groß
. – (Maßadverbial (Akkusativ-NP))
(Die Kinder sind) 
auf deren Reichtum
 neidisch
. – (PP-Ergänzung)
(Er ist) 
sehr
 schlau
. – (Gradangabe, Adverb)
(Das ist) 
unheimlich
 schlau
. – (Gradangabe, Adjektiv)
(Sie sind) 
sich bewusst, 
dass dies zu Schwierigkeiten führen wird
.
 – (
Inhaltssatz
, zusätzlich Reflexiv)
```

## Wortstellung innerhalb der Adjektivphrase
Ebenso wie in der deutschen Verbalphrase bzw. dem Mittelfeld können in der Adjektivphrase Bestandteile umgestellt werden (sogenanntes Scrambling):
```
der 
[dem Briefträger] [in vielen Merkmalen] nicht unähnliche
 Sohn der Nachbarin
der 
[in vielen Merkmalen] [dem Briefträger] nicht unähnliche
 Sohn der Nachbarin
```